# Bamileke-Sprachen
Bamileke ist eine Gruppe von Sprachen und Dialekten, welche vom Volk der Bamileke im westlichen Grasland von Kamerun gesprochen werden. Sie sind Semibantusprachen, also bantoide Sprachen, die nicht zu den Bantusprachen zählen.
Die Bamileke-Sprachen zählen zur Sprachfamilie der Niger-Kongo-Sprachen. Hier zählen sie zum Ost-Benue-Kongo-Zweig der Atlantik-Kongo-Sprachen. Innerhalb der bantoiden Sprachen zählen sie zu den östlichen Graslandsprachen.
Die einzelnen Sprachen sind Fe’fe’, Ghɔmálá’, Kwa', Mədʉmba, Məgaka, Nda’nda’, Ngomba, Ngombale und der Bamboutos'-Dialektcluster von Yɛmba, Ngyɛmbɔɔŋ und Ngwe. Die Hauptsprachen der Bamileke sind (mit Angabe der zahlreichen Alternativbezeichnungen, des ISO-Sprachcodes und der Sprecherzahlen nach SIL International):
- Fe’fe’ (Fotuni, Bafang, Nufi) [fmp] (325.000)
- Ghomálá' (Banjun-Baham, Balum, Mahum) [bbj] (250.000)
- Kwa' (Bakwa) [bko] (unter 10.000)
- Medumba (Bagangte, Batongtu, Ndzubuga) [byv] (210.000)
- Mengaka (Megaka, Ghap, Benzing) [xmg] (20.000)
- Nda'nda' [nnz] (10.000)
- Ngiemboon (Nguemba) [nnh] (100.000)
- Ngomba (Ndaa) [jgo] (65.000)
- Ngombale [nla] (65.000)
- Ngwe (Nwe, Foto, Fontem, Fongondeng, Fomopea) [nwe] (50.000)
- Yemba (Dschang, Bafu, Atsang-Bangwa) [ybb] (300.000)

Zur genetischen Klassifikation siehe den Artikel Graslandsprachen, der ISO-Code der Sprachgruppe ist BAI.
Einige der Bamileke-Sprachen wurden seit der Unabhängigkeit Kameruns verschriftlicht. Die überregional üblichen Umgangssprachen sind jedoch – wie in ganz Kamerun – Französisch und Englisch.